# Путевая Усадьба 85 км
Путевая Усадьба 85 км — упразднённый населённые пункты в Кольском районе Мурманской области. Входил в сельское поселение Тулома.

## История
Назван по километровой отметке на железной дороге Санкт-Петербург — Мурманск.
Посёлок появился при строительстве железной дороги. В нём жили железнодорожники, обслуживающие путевую инфраструктуру, и их семьи.
Законом Мурманской области № 905-01-ЗМО от 26 октября 2007 года населённый пункт был упразднён в связи с отсутствием проживающего населения.

## Население
Согласно результатам переписи 2002 года в населённом пункте отсутствовало постоянное население.

## Инфраструктура
Путевое хозяйство Мурманского региона Октябрьской железной дороги.